# Liten sidenlöpare
Liten sidenlöpare (Asaphidion flavipes) är en skalbaggsart som beskrevs av Linnaeus. Liten sidenlöpare ingår i släktet Asaphidion och familjen jordlöpare. Arten är reproducerande i Sverige. Inga underarter finns listade i Catalogue of Life.

## Bildgalleri

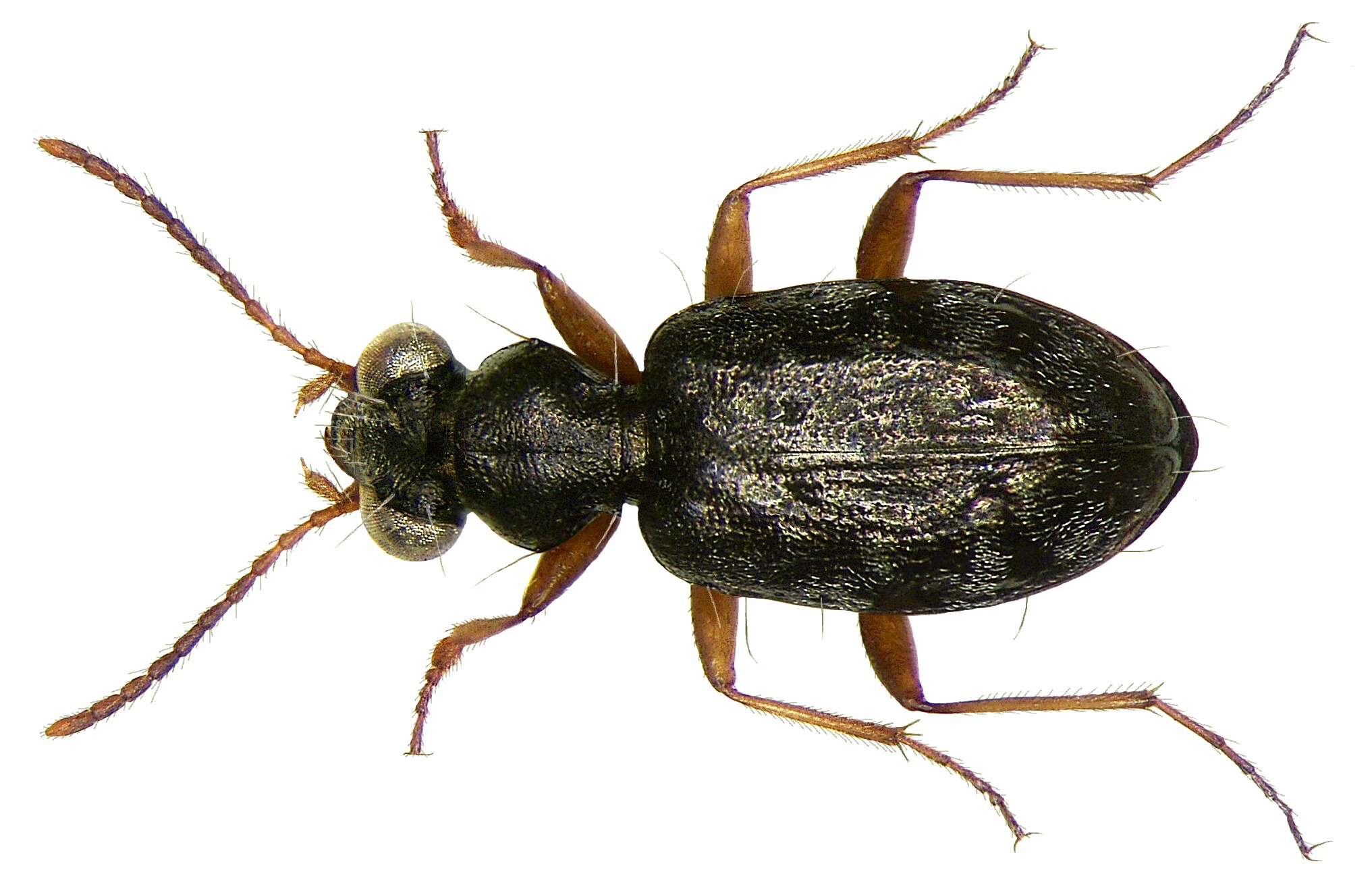
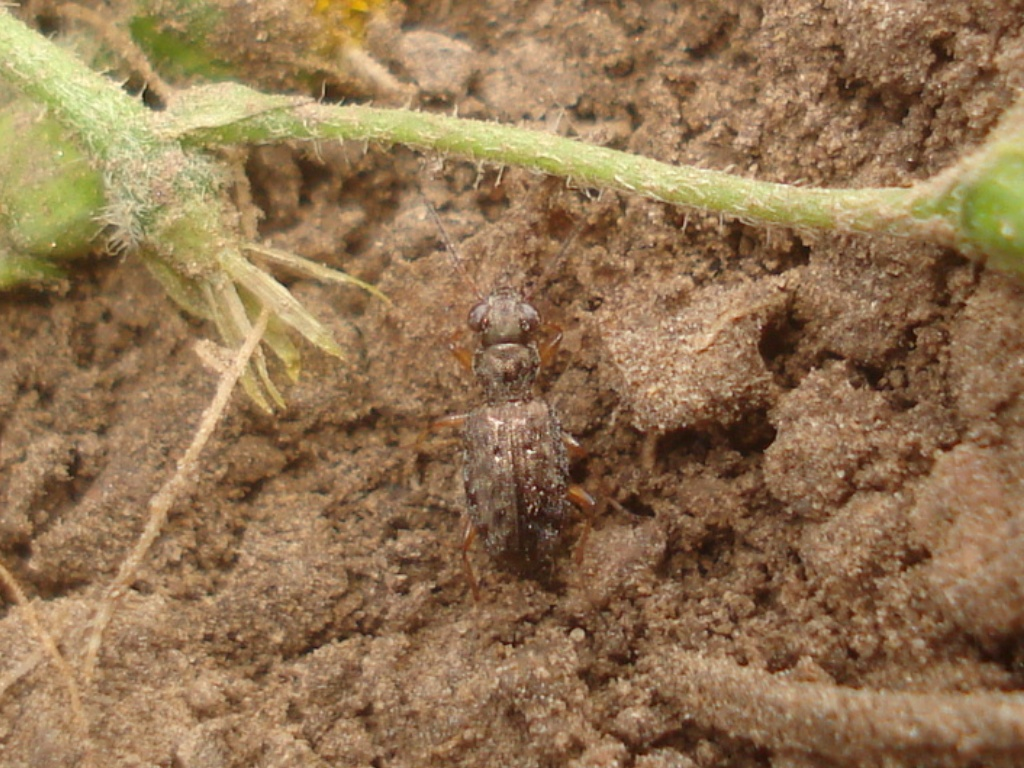
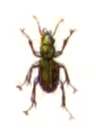